# Jambesari (Poncokusumo)
Jambesari is een bestuurslaag in het regentschap Malang van de provincie Oost-Java, Indonesië. Jambesari telt 6482 inwoners (volkstelling 2010).